# Runaround Sue
Clip vidéo
[vidéo] « Runaround Sue - Dion (film Twist Around the Clock, 1961) », sur YouTube

Runaround Sue - Pas sincère par Les Vautours avec Vic Laurens, sur youTube.
[vidéo] « Infidèle (Volage) - Eddy Mitchell - Les Chaussettes Noires », sur YouTube
Runaround Sue (tourner autour de Sue, en anglais) est une chanson d'amour américaine pop rock rock 'n' roll doo-wop des auteurs-compositeurs Dion DiMucci et Ernie Maresca,. Dion l'enregistre en single chez Laurie Records, extrait de son album Runaround Sue de 1961, et musique du film musical Twist Around the Clock (1961), un des plus importants succès internationaux de sa carrière et de l'histoire du rock.

## Histoire
La musique est composée durant une fête dans le Bronx à New York, dans l'appartement d'immeuble du 2308 Crotona Avenue d'un ami, où une trentaine d'invités fêtent l'anniversaire d'Ellen. Dion interprète alors ses propres chansons, malgré la présence de disques et d'un phonographe. Sans instruments, quelques amis improvisent les percussions à l'aide de boites et de bouteilles, d'autres en frappant dans leurs mains. Dion lance un fond vocal rock 'n' roll doo-wop, repris par les invités, puis fredonne un « Hape-hape, bum-da hey-di hey-di hape-hape » et improvise des paroles au sujet d'Ellen. La soirée terminée, il ne peut se défaire de cette mélodie entraînante et appelle alors son ami auteur-chanteur Ernie Maresca le lendemain pour l'aider à finaliser les paroles. Le rendez-vous est pris à son label Laurie Records, au carrefour de la 54e et de la 7e avenue à Manhattan. Dion choisi pour thème « une histoire d'amour avec une fille volage qui joue avec le cœur de tous les garçons » (non inspiré d'Ellen, ni de son épouse Susan, d'après son autobiographie The Wanderer) : « Voici mon histoire, triste mais vraie, c’est à propos d’une fille que j’ai connue, elle a pris mon amour et est partie, avec chacun des mecs en ville, ah, j’aurais du le savoir depuis le tout début, que cette fille me laisserait avec le cœur brisé, maintenant écoutez ce que j’ai à vous dire, restez loin de Sue la volage... ».
S'étant séparé de son groupe Dion and the Belmonts pour débuter une carrière solo, Dion rencontre un soir à Yorkville (Manhattan) le groupe The Del-Satins (en), composé de 5 chanteurs de rue. Admiratif, il les amène dans les locaux de son label pour réaliser des essais de sa chanson, approuvés par Gene Schwartz, copropriétaire du label. Il enregistre alors son single au studio Bell Sound Recording Studio de New York, sur West 54th Street, durant l'été 1961, avec quelques-uns des meilleurs musiciens de la ville : Teacho Wiltshire (piano), Milton Hinton (guitare basse), Panama Francis (batterie), Buddy Lucas (saxophone ténor), Mickey Baker (guitare de tête) et Bucky Pizzarelli (guitare rythmique). Dion leur laisse une liberté d'improvisation pour interpréter les partitions, avec par exemple le portefeuille du batteur Panama Francis déposé sur ses timbales pour produire un son plus grave. L'introduction vocale est inspirée de ses souvenirs de jeunesse, lorsque son grand-père l'emmenait au théâtre. Comme dans les opéras, Dion souhaitait que la chanson démarre doucement, sur un air triste, comme pour raconter une histoire.
Dion l’interprète alors avec succès dans son propre rôle, pour la musique du film musical Twist Around the Clock de 1961, de Columbia Pictures (remake du film musical Rock Around the Clock de 1956).
Eddy Mitchell et son groupe Les Chaussettes noires reprennent alors la chanson sous le titre « Infidèle (Volage) » en 1962, avec des paroles françaises.

## Version de Dion

### Classement
Runaround Sue, référencé sous le code Laurie 3110, est n°1 du Billboard aux États-Unis en 1961, son seul succès ayant atteint cette position au Billboard.
| Classement (1961-62)           | Meilleure position |
| ------------------------------ | ------------------ |
| Nouvelle-Zélande               | 1                  |
| États-Unis (Billboard Hot 100) | 1                  |
| États-Unis (Cash Box)          | 1                  |
| Royaume-Uni (OCC)              | 11                 |

| Classement annuel (1961) | Position |
| ------------------------ | -------- |
| États-Unis (Billboard)   | 46       |

### Certifications et récompenses
| Pays       | Certification | Ventes     |
| ---------- | ------------- | ---------- |
| États-Unis | Or            | +1.000.000 |

- 351e place[5] des « 500 plus grandes chansons de tous les temps » selon le magazine Rolling Stone en 2010 (et 342e dans sa première version en 2004[14]), il n'apparait plus lors de sa mise à jour en 2021 ;
- 225e des Songs of the Century de la Recording Industry Association of America (RIAA) en 2001 ;
- Grammy Hall of Fame Award en 2002[15] :
- Sélection des 660 « chansons qui ont façonné le rock 'n' roll » du Rock and Roll Hall of Fame[16].

### Parodie et chanson-réponse
En octobre 1961, le groupe Ginger Davis and the Snaps interprète une version dont les paroles sont modifiées, sous le titre I'm No Run Around.
En novembre 1961, Linda Laurie (en) interprète une chanson-réponse intitulée Stay-At-Home Sue, sortie chez Rust Records. Créditée à Gene Schwartz, Victoria Schwartz et Rosalyn Greenberg, seules les paroles sont modifiées, la mélodie étant identique.

## Version de Leif Garrett
Leif Garrett reprend le titre en 1977 chez Atlantic (référence Atlantic 3440).

### Classement
| Classement (1977-78)           | Meilleure position |
| ------------------------------ | ------------------ |
| Australie                      | 8                  |
| Allemagne                      | 19                 |
| Canada (RPM)                   | 15                 |
| Nouvelle-Zélande               | 23                 |
| États-Unis (Billboard Hot 100) | 13                 |
| États-Unis (Cash Box)          | 18                 |

| Classement annuel (1978)       | Position |
| ------------------------------ | -------- |
| Australie                      | 70       |
| Allemagne                      | 101      |
| Canada                         | 119      |
| États-Unis (Billboard Hot 100) | 101      |

## Autres versions
Plus d'une septantaine d’interprètes ont repris cette chanson, dont Del Shannon en 1963, Gary Glitter sur son album C'mon... C'mon The Gary Glitter Party Album en 1997, ou encore Status Quo sur leur album Famous in the Last Century en 2000.

### Reprises classées
- Quelques jours après l'entrée de Dion dans le classement anglais, Doug Sheldon (en) y place sa reprise à la 36e position[30].
- En 1980, le groupe Racey (en) reste classé durant 10 semaines au Royaume-Uni, atteignant la 13e position[30].

### Adaptations en langue étrangère
Informations issues de SecondHandSongs, sauf mentions contraires.
| Année | Langue      | Titre                                | Adaptation                   | Interprète(s)                        |
| ----- | ----------- | ------------------------------------ | ---------------------------- | ------------------------------------ |
| 1961  | Allemand    | Hipp-Hipp                            | Gunter Lex/Peter Moesser     | Ronny Twen und die Perrys            |
| 1962  | Français    | Volage (ou Infidèle, ou Pas Sincère) | Albert Ferreri, Jean Grelbin | Les Chaussettes noires, Les Vautours |
| 1962  | Croate      | Svi Trče Oko Sue                     | Vladimir Rubčić              | Bijele Strijele                      |
| 1962  | Néerlandais | Allemansvriend                       | W. Verjaal                   | Anneke Grönloh                       |
| 1962  | Italien     | Adorabile Susi                       | Alfredo Bracchi, Deani       | Remo Germani                         |
| 1963  | Espagnol    | Susy la coqueta                      | Rafaelmo                     | Los Pick-Ups                         |
| 1974  | Finlandais  | Kalsarit Vain                        | Vexi Salmi                   | Esa Pakarinen                        |
| 1978  | Suédois     | Vilken toppengrej                    | Johan Möller                 | Thorleifs                            |
| 1978  | Allemand    | Hände weg Sue                        | Norbert Hammerschmidt        | Christian Scheffler                  |

### Sampling
- G-Eazy utilise un sample de la chanson dans son album The Endless Summer en 2011[37],[38].

## Cinéma et télévision
Sauf indication contraire, les informations mentionnées dans cette section peuvent être confirmées par la base de données cinématographiques IMDb,  présente dans la section « Liens externes ».
- 1961 : Twist Around The Clock, d'Oscar Rudolph[39]
- 1973 : That'll Be The Day, de Claude Whatham
- 1979 : Les Seigneurs, de Philip Kaufman
- 1983 : Eddie and the Cruisers, de Martin Davidson, interprétée par John Cafferty and the Beaver Brown Band (en)[40]
- 1984 : Le Kid de la Plage, de Garry Marshall
- 1987 : Clair de Lune, série saison 3, épisode 11
- 1987 : Concrete Angels (en), de Carlo Liconti (en),
- 1989 : Road House, de Rowdy Herrington
- 1991 : La Manière Forte, de John Badham
- 1991 : Les Nuits avec mon Ennemi, de Joseph Ruben
- 1992 : That Night (en), de Craig Bolotin (en)
- 1994 : Little Big League, de Andrew Scheinman,
- 2007 : Cold Case, série saison 5, épisode 9
- 2010 : A Little Help, de Michael J. Weithorn
- 2017 : American Gods, série saison 1, épisode 7.